# Musikåret 1909

## Händelser
- okänt datum – John Forsell blir utnämnd till hovsångare.
- okänt datum – Skivmärket HMV lanseras av Gramophone Company Ltd..[1]
- okänt datum – Tyska skivmärket Beka börjar sälja skivor i Sverige.[2]

## Årets album
- Pjotr Tjajkovskij – Nötknäpparen[3][4]

## Födda
- 3 januari – Victor Borge, dansk komiker och musiker.
- 5 februari – Grażyna Bacewicz, polsk kompositör.
- 9 februari – Carmen Miranda, brasiliansk sångare och skådespelare.
- 15 januari – Gene Krupa, amerikansk jazztrumslagare.
- 8 februari – Elsie Bodin, svensk sångare och skådespelare.
- 28 mars – Miff Görling, svensk kompositör, arrangör och musiker.
- 24 april – Hjördis Schymberg, svensk operasångare (sopran).
- 2 maj – Olle Björling, svensk konsertsångare (tenor).
- 4 maj – Sven Paddock, svensk sångtextförfattare, kompositör och radioman.
- 30 maj – Benny Goodman, amerikansk orkesterledare och klarinettist.
- 13 juli – Einar Andersson, svensk operasångare.
- 9 september – Theodor Olsson, svensk kompositör och musiker (fiol).
- 19 september – Carl Reinholdz, svensk skådespelare och sångare.
- 22 september – Per G. Holmgren, svensk regissör, manusförfattare, kompositör och sångtextförfattare.
- 13 oktober – Art Tatum, amerikansk jazzpianist.
- 3 november – Ulla Castegren, svensk skådespelare och sångare.
- 16 november – Lauritz Falk, svensk skådespelare, regissör, sångare och konstnär.
- 18 november – Johnny Mercer, amerikansk textskrivare till populärmusik.
- 20 december – Vagn Holmboe, dansk tonsättare.

## Avlidna
- 18 maj – Isaac Albéniz, 48, spansk tonsättare och pianist.
- 16 juni – Ivar Hedenblad, 57, svensk tonsättare och dirigent.
- 15 december – Francisco Tárrega, 57, spansk kompositör och gitarrist.

### Fotnoter
1. ↑  ”78:or & film”. Arkiverad från originalet den 22 mars 2019. https://web.archive.org/web/20190322125250/http://musiknostalgi.atspace.cc/hmv.htm. Läst 3 juni 2011.
2. ↑  ”78:or & film”. Arkiverad från originalet den 21 juni 2019. https://web.archive.org/web/20190621192141/http://musiknostalgi.atspace.cc/beka.htm. Läst 3 juni 2011.
3. ↑  ”Recording Technology History”. Arkiverad från originalet den 12 mars 2010. https://web.archive.org/web/20100312213800/http://history.sandiego.edu/GEN/recording/notes.html.
4. ↑  ”Chronomedia”. http://www.terramedia.co.uk/Chronomedia/years/1909.htm.